# Takuma Hidaka
Takuma Hidaka (jap. 日高 拓磨 Hidaka Takuma; ur. 8 kwietnia 1983) – japoński piłkarz występujący na pozycji obrońcy.

## Kariera klubowa
Od 2006 do 2015 roku występował w klubach Sagan Tosu, Consadole Sapporo i Kataller Toyama.